# Base aérea de Chuguyevka
44°5′0″N 133°52′6″E / 44.08333, 133.86833

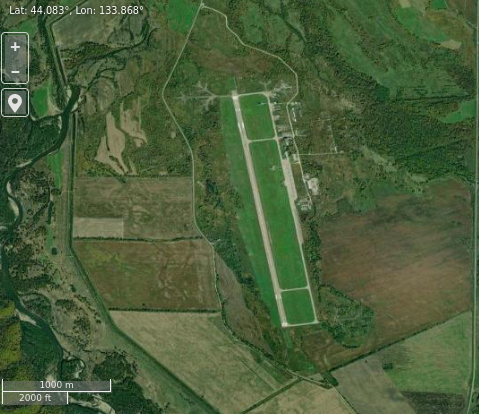
Vista satélite de la Base de Chuguyevka

La Base aérea de chuguyevka (en ruso: Чугуевка военный аэродром, transl.: Chuguyevka voennyý aerodrom) es una base militar aérea rusa localizada en las proximidades de Chuguyevka, Krai de Primorie.
El objetivo principal de los operadores de la base era combatir a los SR-71 que sobrevolaban Vladivostok. La gestión estuvo al cargo de la operadora 530 del Regimiento de Intercepción Aérea de las Fuerzas Antiaéreas soviéticas. Durante los años 60 despegaban MiG-17 y por la década de los 70 los SR-71 eran la preocupación constante de las fuerzas militares, los cuales se hicieron con treinta y seis MiG-25P Foxbat. A lo largo de los 90 los cazas fueron reemplazados por MiG-31.
En septiembre de 1976 el piloto Viktor Belenko aprovechó que estuvo pilotando un MiG-25 con el que desertó a Hakodate, Japón. Este incidente causó malestar en el seno del país, cuyo Gobierno le acusó de alta traición.